# Liste der orthodoxen und griechisch-katholischen Bischöfe von Przemyśl
Diese Liste enthält die orthodoxen und griechisch-katholischen  Bischöfe von Przemyśl. 

## Geschichte
1019 wurde die orthodoxe Eparchie Peremyschl gegründet.
Seit dem 13. Jahrhundert sind  die ersten Bischöfe namentlich bekannt. 1596 wurde die Kirchenunion von Brest hier zunächst nicht angenommen. Erst 1610 konnte der erste griechisch-katholische Bischof in Przemyśl eingesetzt werden.
Daneben wurden ab 1635 wieder parallel nominelle orthodoxe Bischöfe eingesetzt, die aber wahrscheinlich dort keine reale Amtsführung innehatten. Um 1680 sind die Verhältnisse unklar. 1691 wechselte der letzte orthodoxe Bischof zur unierten griechischen Kirche und übte das Amt dort noch einige Jahre aus.
1996 wurde die Erzeparchie Przemyśl-Warszawa gebildet, die seitdem von einem Erzbischof geleitet wird.

## Orthodoxe Bischöfe von Przemyśl
- Antonius
- 1254 Hilarion
- Jeremias
- Sergius
- Memnon
- 1291 Hilarion
- Basilius
- 1330 Marek
- 1353 Cyryl Wołoszyn
- 1366–1387 Hilarion
- 1392–1412 Athanasius
- 1422–1440 Elias
- 1443–144? Atanazy Drohojowski
- 1446–1467 Atanazy Birecki
- 1467–1469 Jona Birecki
- 1469–1491 Joan Diwoczka
- 1497–1498 Joannicy
- 1499–1521 Antoni Onykij
- 1522–1529 Joachim
- 1528–1549 Wawrzyniec Arseniusz Terlecki (Olechno lub Aleksander)
- 1549–1581 Antoni Radyłowski (Jacko albo Jakub)
- 1581–1591 Arseniusz Bryliński (Stecko albo Stefan)
- 1591–1610 Michał Kopystyński (Maciej)

Danach  gab es noch einige nominelle orthodoxe Bischöfe, die jedoch das Gebiet wahrscheinlich nie betreten haben 	
- 1635–1645 Symeon Hulewicz
- 1650–1679 Antoni Winnicki 
  - 1667–1674 Jerzy Hoszowski (zweiter Bischof?)
- 1679–1691 Innocenty Winnicki (danach griechisch-katholischer Bischof)

Seit 1983 gab es noch einmal einen orthodoxen Bischof von Przemyśl
- 1983–2016 Adam Alexander Dubec

## Griechisch-katholische Bischöfe
- 1610–1651 Alexander Atanazy Krupecki
- 1652–1664 Prokop Chmielowski
- 1664–1669 Antoni Terlecki
- 1670–1691 Jan Małachowski (Titularbischof?)
- 1691–1700 Innocenty Winnicki (vorher orthodoxer Bischof)
- 1700–1710 Jerzy Winnicki
- 1715–1746 Hieronim Ustrzycki
- 1746–1762 Onufry Szumlański
- 1762–1779 Atanazy Andrzej Szeptycki
- 1780–1794 Maximilian Ryllo
- 1796–1808 Antoni Angelowicz (auch Erzbischof von Lemberg)
- 1813–1816 Mihail Lewicki (auch Erzbischof von Lemberg)
- 1818–1847 Jan Śnigurski
- 1848–1860 Grzegorz Jachimowicz, danach Großerzbischof und Metropolit von Lemberg (1860–1866)
- 1860–1867 Tomasz Polański
- 1867–1872 Józef Sembratowicz
- 1872–1890 Jan Saturnin Stupnicki
- 1891–1896 Julian Pelesz
- 1896–1914 Konstantyn Czechowicz
- 1917–1947 Josaphat Kocylovskyj, Josaphat (Joseph, Josyf, Jozefat) Kocyłowski (Kotsylovsky, Kocylovskyj), O.S.B.M.
- 1947–1977 Wasyl Hrynyk (Generalvikar)
- 1977–1991 Iwan Choma
- 1991–1996 Jan Martyniak

## Griechisch-katholische Erzbischöfe von Przemyśl-Warschau
- 1996–2015 Jan Martyniak
- seit 2015 Eugeniusz Popowicz